# 克里斯蒂亚诺奥托尼
里斯蒂亚诺奥托尼是巴西米纳斯吉拉斯州的一个市镇。总面积132.869平方公里，总人口4881人，人口密度36.7人/平方公里。